# هيو دايفيد بولتيزر
هيو دايفيد بولتيزر Hugh David Politzer (مواليد 31 أغسطس 1949) عالم فيزياء نظرية أمريكي. حصل على جائزة نوبل للفيزياء بالاشتراك مع فرانك ويلكزك ودايفيد غروس عام 2004 عن اكتشافاتهما في الحرية المتقاربة في مجال كروموديناميكا كوانتية.

## روابط خارجية
- هيو دايفيد بولتيزر على موقع IMDb (الإنجليزية)
- هيو دايفيد بولتيزر على موقع الموسوعة البريطانية (الإنجليزية)
- هيو دايفيد بولتيزر على موقع مونزينجر (الألمانية)
- هيو دايفيد بولتيزر على موقع إن إن دي بي (الإنجليزية)